# パノス
パノス（PANOZ）は、アメリカの自動車メーカー。正式名はパノス・オート・ディベロップメント・カンパニー。
主にスポーツカーの販売とレース参加をしている。キャッチコピーは"America's Most Exclusive Custom Sports Car"。

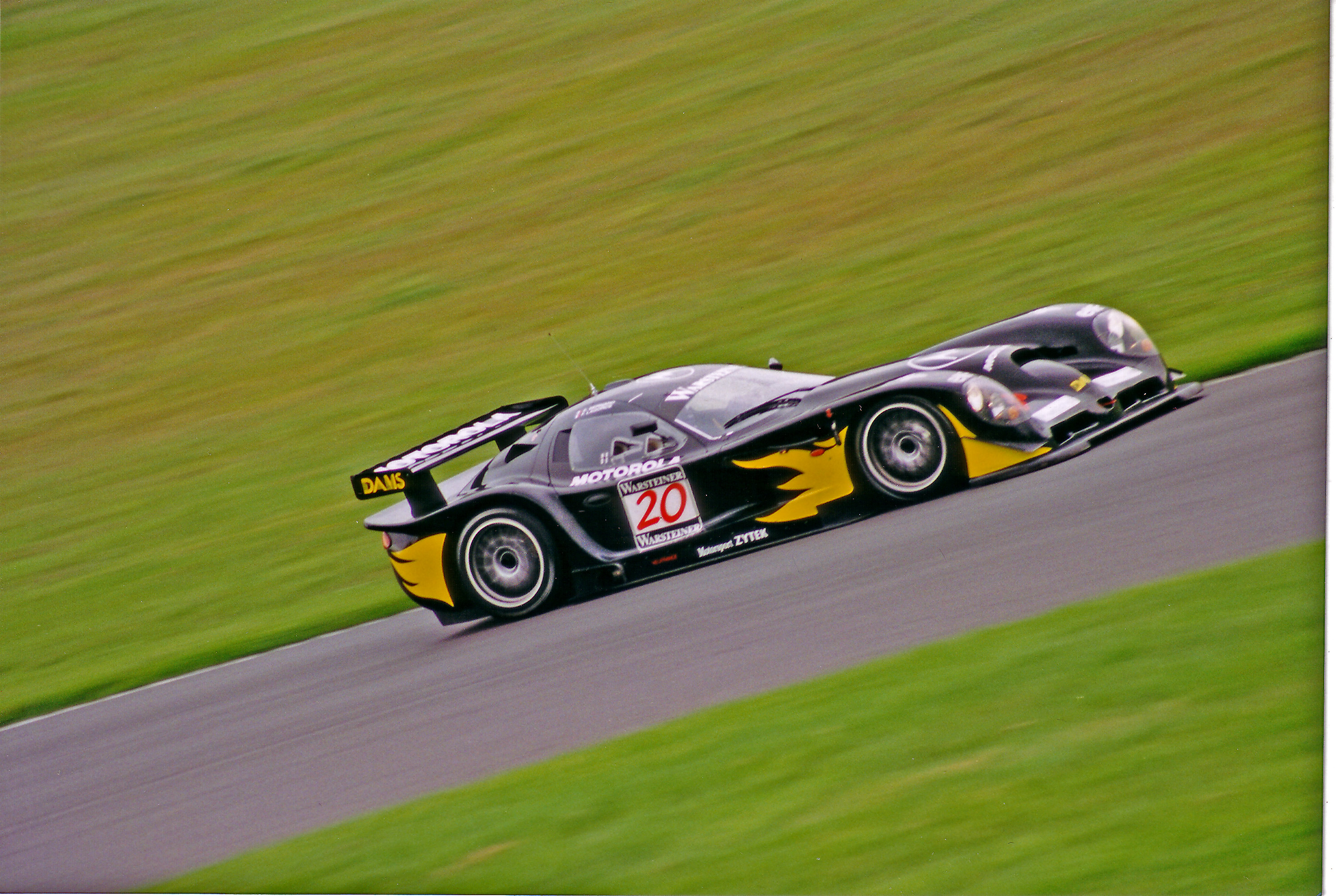
パノス GTR-1(1997年)

## 歴史
1989年にドン・パノスの息子であるダニエル・パノスによって設立された。母体となったのはアイルランドでロータスやマセラティ、リスターなどのシャシも設計していた会社トンプソン・モーター・カンパニー（Thompson Motor Company）で、この会社を買収した。
それ以外にもフォーミュラ・ニッポンやインディカー・シリーズのシャシコンストラクターであったケン・アンダーソン設立のGフォース（G Force）を買収し、2005年からは「パノス」の名でシャシを供給している。2000年5月にはIRLシャシの改善への取り組みを評価され、ルイス・シュワイツァー賞を受賞した。しかし、IRLにおいてはライバルのダラーラシャシに（主に空力性能面で）徐々に後れを取るようになったことからシェアが低下、2012年のシャシ変更によってダラーラの完全ワンメイクとなったため、インディカーへのシャシ供給が終了した。フォーミュラ・ニッポンでもレイナードに押され供給台数が減少、2003年に撤退している。
2007年からはチャンプカー・ワールド・シリーズ用シャシの製作・供給を開始したものの、2008年開幕後にIRLとシリーズ統合したため供給先を失ったが、一方で、2008年にシリーズが発足したスーパーリーグ・フォーミュラのシャシ供給を担当することとなった。

## レース
ル・マン24時間レースへのレーシングカーでの最初の進出は、1997年にパノス・エスペラント GTR-1で行われた。この車は、通常の量産車ベースであるが、高度に改造されたGT1カテゴリ用に製造されている。GTR-1はフロントエンジンのデザインが特徴であった。
1999年、規定の変更によりLMP1クラス用のオープントップであるLMP-1ロードスターSが開発された。GTR-1と同様に、LMP-1はフロントエンジンカーであった。2003年シーズンの終わりまで続いた。
2006年、パノス・エスペラントベースのレースカーがデビューし、これはエスペラント GTLMと呼ばれた。GTLMは、GT2クラス用に設計された。GTLMはその年のセブリング12時間レースとル・マン24時間レースの両方でGT2クラスでクラス優勝した。

## 車種

### レースカー
- パノス・エスペラント GTR-1
- パノス LMP-1 ロードスターS
- パノス LMP07
- パノス LMP01 Evo
- パノス エスペラント GT-S
- パノス エスペラント GT-LM
- パノス DP01
- パノス DP09
- パノス GZ09C（Gフォースによる設計）
- パノス アヴェッツァーノGT4

### 市販車
- パノス エスペラント
- パノス ロードスター
- パノス エスペラント GT
- パノス エスペラント GTLM
- パノス エスペラント JRD
- パノス エスペラント GTR-1
- パノス アヴェッツァーノ

### その他開発協力
- 日産・R391